# マミのドキドキ ティロ・フィナーレ
『マミのドキドキ ティロ・フィナーレ』は、スマートフォン用の無料ゲームアプリ。配信元はバンダイナムコゲームス。
『魔法少女まどか☆マギカ』に登場する魔法少女の巴マミ（ともえまみ）が主人公の公式ミニゲーム。iOS版とAndroid版がある。2012年3月15日発売のPSP用ソフト『魔法少女まどか☆マギカ ポータブル』の発売決定を記念して2011年10月14日より配信されたが、ゲーム内容は異なる。

## ゲーム内容
ゲームジャンルは固定画面のアクションシューティング。巴マミを操作して、襲い来る使い魔たちを倒しながら、鹿目まどかと美樹さやか（とキュゥべえ）を守るのが目的。画面左下に方向を指示する方向キーが、画面右下にはジャンプボタンとアタックボタンが表示され、それをタッチすることで操作する。方向キーで攻撃方向や移動方向の指示、ジャンプボタンでジャンプ、アタックボタンで魔法のマスケット銃で攻撃する。
使い魔たちを倒すと画面下にあるスペシャルゲージが溜まって行く。スペシャルゲージが溜まると、それに応じて魔法が使えるようになる。魔法が使える状態でゲージをタッチすると魔法を使用する。旧バージョンでは魔法は最も強いものしか使えなかった。3月上旬のアップデートで、ソウルジェムをタッチすることで魔法を選択できるように変更された。魔法を使うごとに魔力を消費し、ソウルジェム（画面下に表示される黄色い卵型の宝石）が黒く濁って行く。魔力は最初は100だが、時間の経過でも少しずつ減って行く。ボスである魔女を倒すとグリーフシードが出現し、ある程度ソウルジェムを回復することができる。
使い魔を連続で倒すとコンボとなり、獲得できる得点が上昇する。コンボは最大で99。
画面の下の方にはマミの作ったリボンの結界で守られたまどか・さやかがいるが、使い魔がこれに接触するとHPが減少する。
マミのソウルジェムが真っ黒になる（魔力が0になる）か、まどか・さやかのHPが0になるとゲームオーバーになる。

## 魔法
パッソ
マミのジャンプと射撃がスピードアップする魔法。重ねがけすることで最大5段階までスピードアップする。ゲージ1段階目で使用可能。
レガーレ・ヴァスタアリア
画面上の敵の動きを封じる魔法。ゲージ2段階目で使用可能。
ダンサデル・マジックブレッド
放射状に貫通弾を発射する。ゲージ3段階目で使用可能。
ティロ・フィナーレ
巨大な銃を召喚し、画面上の全ての敵にダメージを与える魔法。ゲージが最大まで溜まると使用できる。

## PSP版公式サイトとの連動
PlayStation Portable（PSP）用のアドベンチャー・ダンジョンRPGの『魔法少女まどか☆マギカ ポータブル』の公式サイトで発表される課題をクリアするごとに、同作の新情報が公開されると発表されている。
2011年10月15日には100,000点を達成した魔法少女が500人に達したため新情報第1弾として限定版のキービジュアルの線画が公開された。
2011年11月1日には140,000点を達成した魔法少女が500人に達すると特製待ち受けをプレゼントすると発表された。

## バージョンアップ
2011年11月1日にはiPadに対応したバージョンアップが行われた。一部のiPhone版では「お菓子の魔女」が動かないという不具合があったが、このアップデートにより改善された。
2012年3月2日には大幅なアップデートが行われた。このバージョンでは「武旦の魔女」が登場するステージが選択可能になった。さらに、クリアすると暁美ほむら（あけみほむら）でのプレイも可能に。また、魔法の選択が可能になるなどの変更点がある。